# Smithklasse

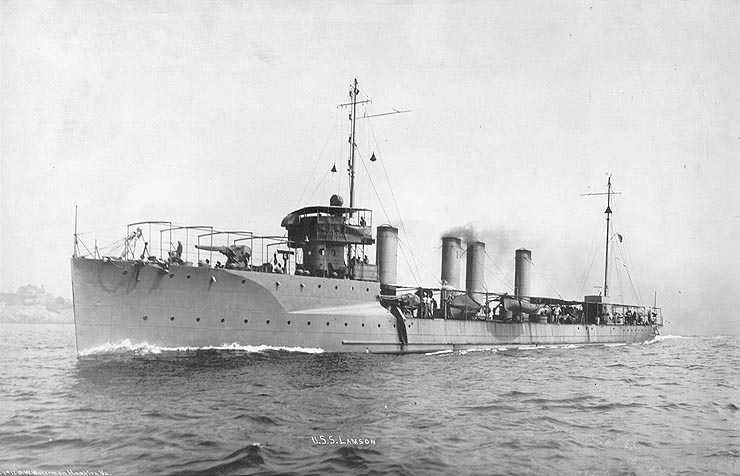
USS Lamsom (DD-18)

De torpedobootjagers van de Smithklasse waren de eerste destroyers van de Amerikaanse marine. 
Vijf schepen werden gebouwd volgens het basis Smith ontwerp. De Flusser en de Reid worden soms beschouwd als Flusserklasse schepen. 

## Schepen
- Smith (DD-17)
- Lamson (DD-18)
- Preston (DD-19)
- Flusser  (DD-20)
- Reid (DD-21)